# Grandfontaine-sur-Creuse
Grandfontaine-sur-Creuse è un comune francese di 87 abitanti situato nel dipartimento del Doubs nella regione della Borgogna-Franca Contea.

## Società

### Evoluzione demografica
Abitanti censiti